# Stay Hungry
Stay Hungry – trzeci album amerykańskiego zespołu glam metalowego Twisted Sister. Album został wydany 10 maja 1984 roku. W Stay Hungry znalazły się dwa największe przeboje zespołu - I Wanna Rock i We're Not Gonna Take It.

## Lista utworów
Wszystkie utwory napisał wokalista i lider zespołu Dee Snider.
1. "Stay Hungry" – 3:03
2. "We're Not Gonna Take It" – 3:38
3. "Burn in Hell" – 4:43
4. "Horror-Teria: (The Beginning)" – 7:45
  1. "Captain Howdy"
  2. "Street Justice"
5. "I Wanna Rock" – 3:06
6. "The Price" – 3:48
7. "Don't Let Me Down" – 4:26
8. "The Beast" – 3:30
9. "S.M.F." – 3:00

## Wykonawcy
- Dee Snider - główny wokal
- Eddie "Fingers" Ojeda - wokal wspierający, gitary
- Jay Jay French - wokal wspierający, gitara akustyczna
- Mark "The Animal" Mendoza - wokal wspierający, gitara basowa
- A. J. Pero - perkusja